# Hôtel de La Mamye
L'Hôtel de La Mamye ou Lamamye est un hôtel particulier qui se situe au no 31 rue de la Dalbade, dans le centre historique de Toulouse. Il est construit à partir de 1528 pour un membre de la famille La Mamye, une famille de parlementaires toulousains et remanié au milieu du XVIe siècle pour ses descendants, les conseillers au parlement Guillaume de La Mamye et Pierre de La Mamye.
L'hôtel est transformé au cours du XIXe siècle, mais il  est a conservé des éléments caractéristiques des différentes phases de l'architecture Renaissance toulousaine. Dans la cour intérieure s'élève une tour capitulaire octogonale, avec une tourelle d'angle, d'un style de transition entre le style gothique et la première Renaissance. La façade sud a conservé son décor Renaissance du début du XVIe siècle où, pour la première fois à Toulouse, on retrouvait les trois ordres antiques superposés : dorique, ionique et corinthien.
En 1925, l'hôtel est partiellement inscrit aux monuments historiques. Depuis 1944, il est également inclus dans la zone de protection qui concerne le site du quartier parlementaire de la Dalbade.

## Histoire

### Période moderne
L'hôtel appartient déjà, en 1519, à Antoine de La Mamye, licencié en droit, qui l'occupe à cette date. Il a réuni deux maisons voisines, rue de la Dalbade. En 1528, il fait élever le corps de bâtiment ouvrant sur rue et sur cour, la tourelle d'angle et l'élévation nord sur la cour. En 1550, son fils, Guillaume de La Mamye, conseiller au parlement de Toulouse de 1528 à 1563, hérite de l'hôtel. Il engage à son tour des travaux afin de restaurer la demeure de son père. Sa fille, Jacquette, qui épouse en 1555 Jean Catel, conseiller puis président aux requêtes au parlement, est la mère de Guillaume Catel, le premier historien de Toulouse et du Languedoc. L'hôtel et la charge de conseiller passent en 1563 à Pierre de La Mamye, qui avait été avocat en 1549, maître des requêtes de parlement de Navarre, et avait épousé en 1551 Marie Du Faur, fille cadette de Pierre Du Faur, conseiller, puis président au parlement, et sœur de Guy Du Faur de Pibrac. Par la suite, l'hôtel se transmet au sein de la famille La Mamye : il appartient à Jean de La Mamye, conseiller au parlement et trésorier de France, qui épouse Jeanne d'Assézat, fille du marchand Pierre d'Assézat, puis à Pierre de La Mamye, seigneur de Clairac, conseiller du roi en ses conseils d'État privé et finances, syndic général de la province de Languedoc et capitoul de Toulouse en 1638.
Mais l'hôtel ne semble plus être occupé par Pierre de La Mamye puisque, en 1623, il y accueille des religieuses hospitalières de Saint-Jean de Jérusalem, obligées de fuir, non les combats de la première rébellion huguenote, mais les conflits internes que connaît la communauté de Beaulieu, dans le Quercy, en attendant la réfection de la maison du Temple (actuels no 13-15 rue de la Dalbade), puis la construction d'un couvent dans le faubourg Saint-Cyprien (emplacement de l'actuelle école primaire Lespinasse, no 3 rue du Chairedon).
En 1626, l'hôtel est finalement vendu à la congrégation de l'Oratoire, qui s'est établie dans le quartier depuis 1619 afin de desservir l'église de la Dalbade. L'hôtel s'intègre désormais à un vaste patrimoine que les Oratoriens constituent au cours du XVIIe siècle par l'achat de maisons proches de l'église (no 33 et 35), de la maison de l'avocat Jean Couderc (actuel no 29), de l'hôtel de Bruni (actuel no 37), de l'hôtel de La Mamye (actuel no 31) et de la maison de Jean Dupin (actuel no 28).

### Époque contemporaine
Pendant la Révolution française, les congrégations religieuses sont dispersées et le couvent des Oratoriens est fermé. L'hôtel est habité aujourd'hui par la communauté des Servantes de l'Eucharistie, dont c'est la maison-mère. Cette communauté a été fondée à Toulouse en 1857 par Jeanne Onésime Guibret.

## Description
L'hôtel est construit entre cour et jardin : l'édifice est traversant et s'organise autour d'une cour. Les élévations sont en brique, tandis que la pierre est réservée aux encadrements des baies, excepté pour l'élévation sud de la cour entièrement en pierre. Les élévations sur la rue de la Dalbade sont dues aux Oratoriens de la Dalbade et semblent dater de la fin du XVIIIe siècle.
Les parties les plus intéressantes de l'hôtel sont visibles dans la cour intérieure. Sur le côté nord, une haute muraille, que l'on doit probablement à N. de La Mamye, et donc du deuxième quart du XVIe siècle, est couronnée de faux mâchicoulis et flanquée de gargouilles. On voit également une petite tour ronde, qui appartenait dans la deuxième moitié du XVIe siècle à la maison voisine des Prêtres de la Douzaine de la Dalbade (actuel no 33).
Du côté sud se développe une belle façade de style Renaissance, composée de trois galeries superposées, sur lesquelles s'étalent les trois ordres classiques. La frise de l'élévation sud est ornée de "roses à l'antique". Cette façade, caractéristique du style Renaissance du milieu du XVIe siècle, due Guillaume de La Mamye ou à son fils Pierre. La tour d'escalier est hexagonale, elle aussi couronnée de faux mâchicoulis, flanquée de gargouilles et ornée d'une coquille Saint-Jacques,.

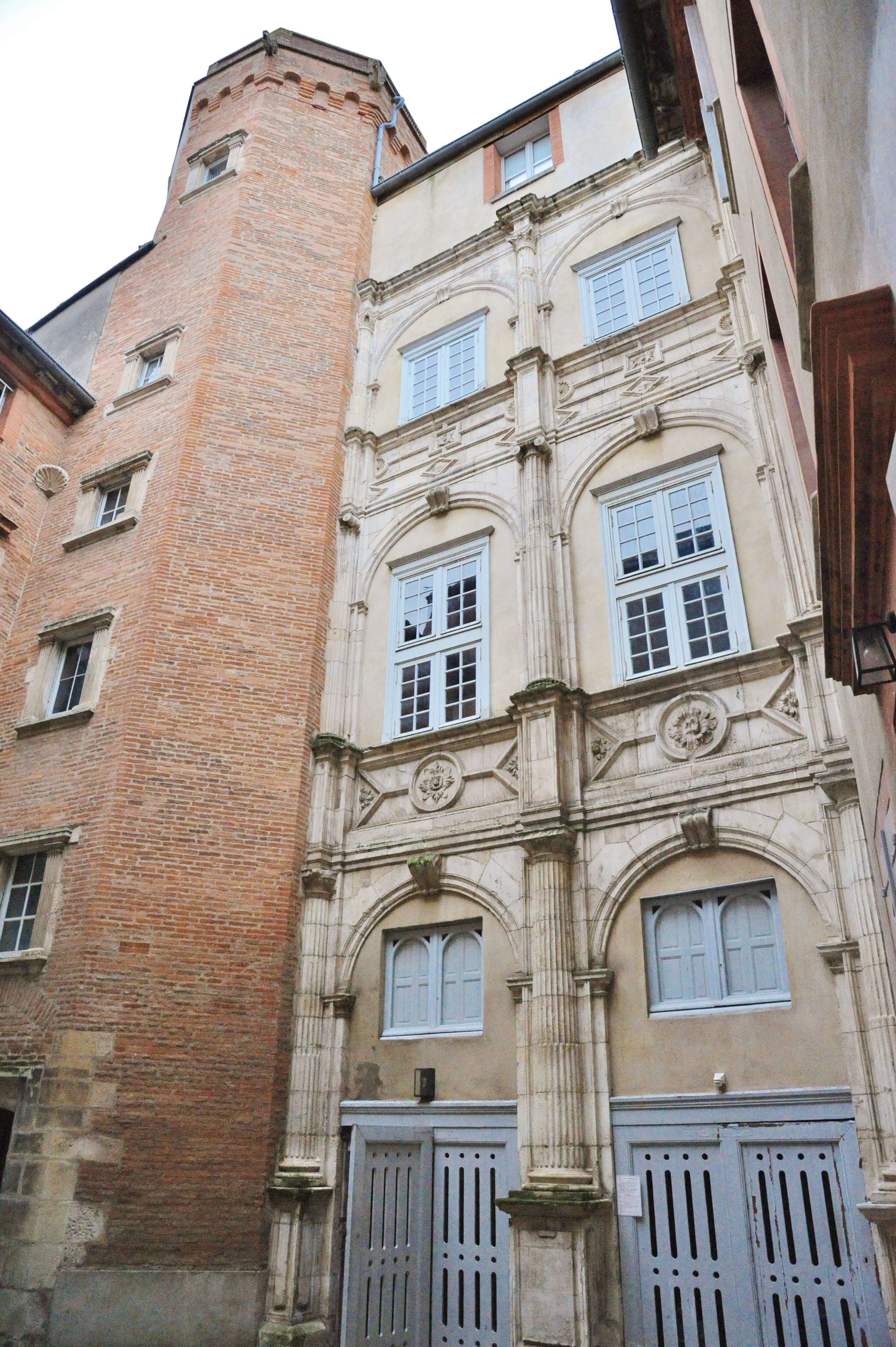
Façade Renaissance en pierre et tour d'escalier en brique.
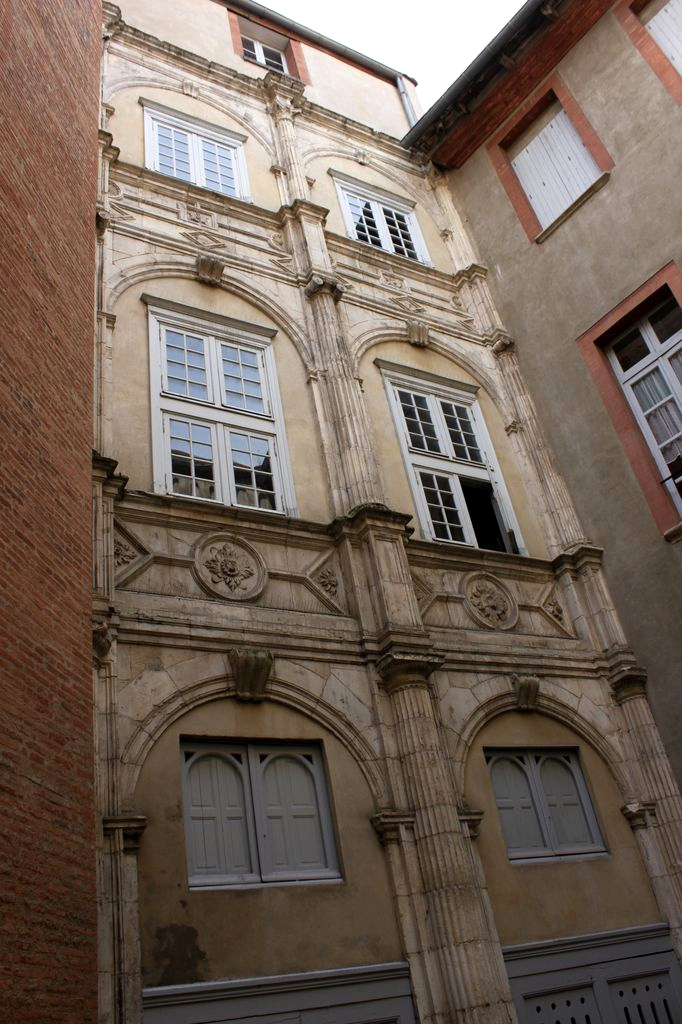
Façade Renaissance dans la cour.
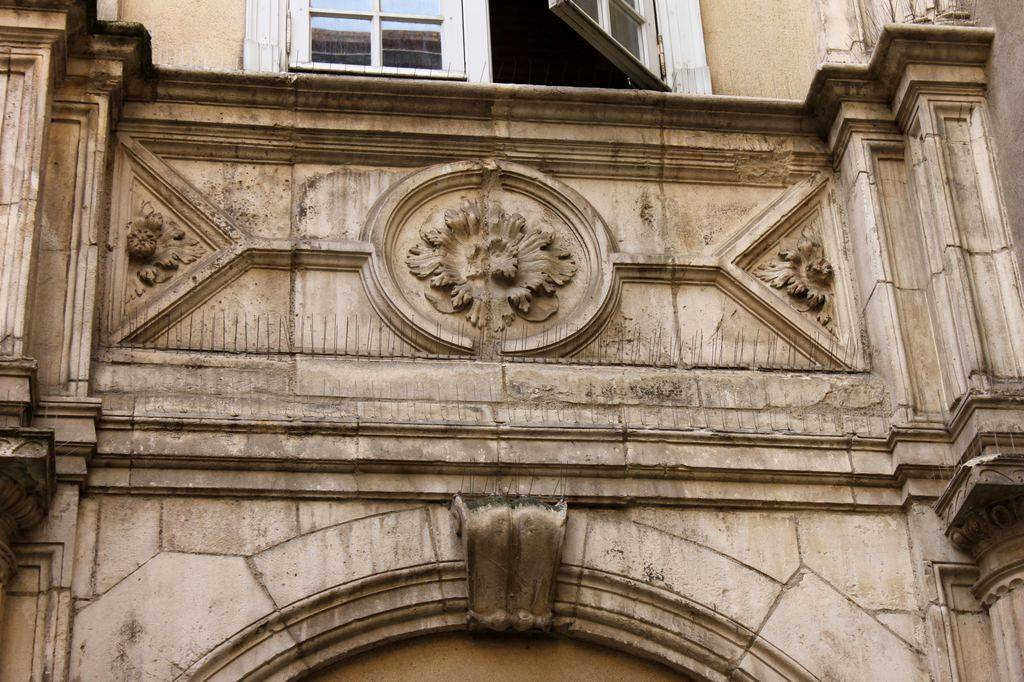
Détail de la façade Renaissance.
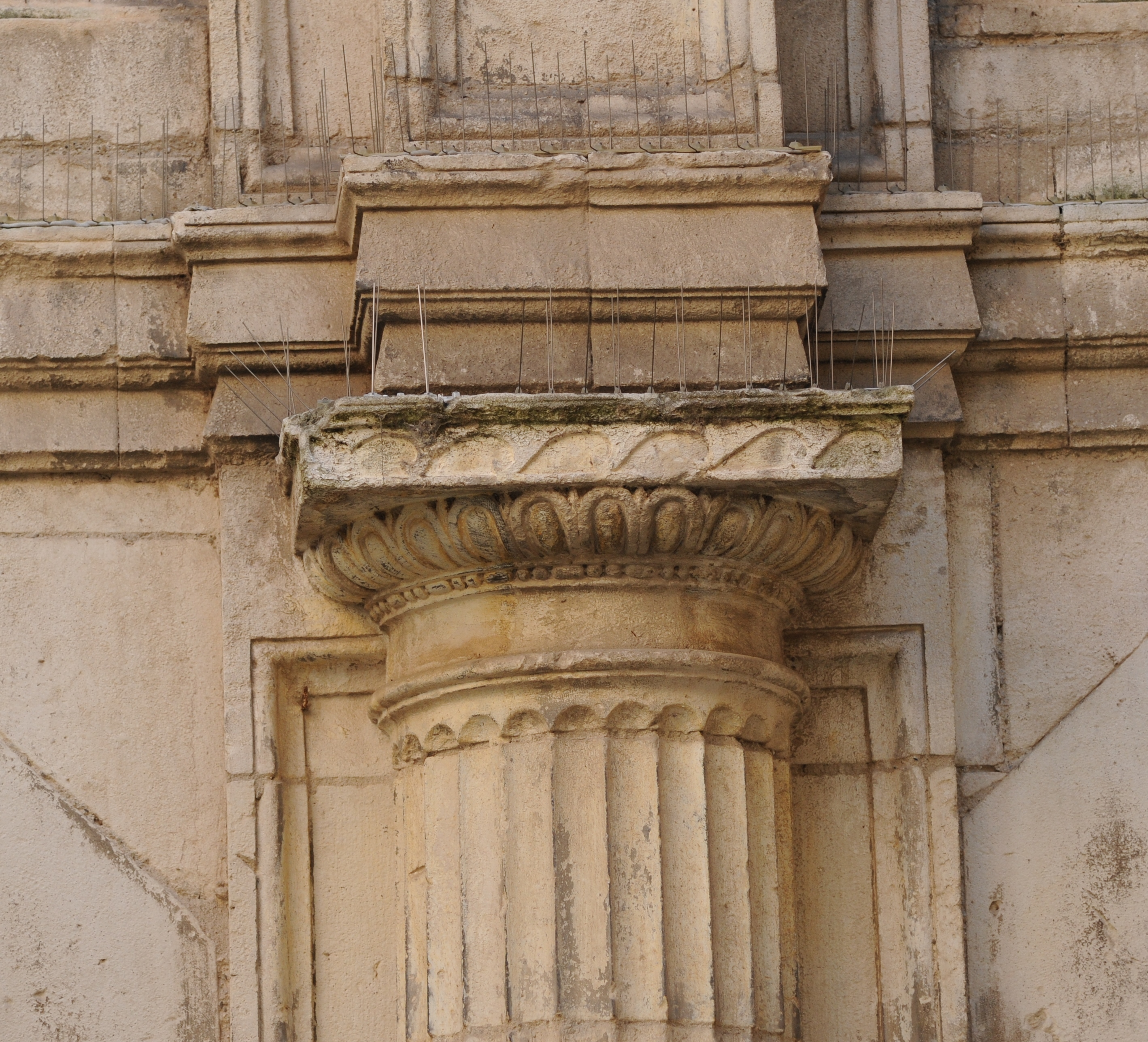
Chapiteau dorique.
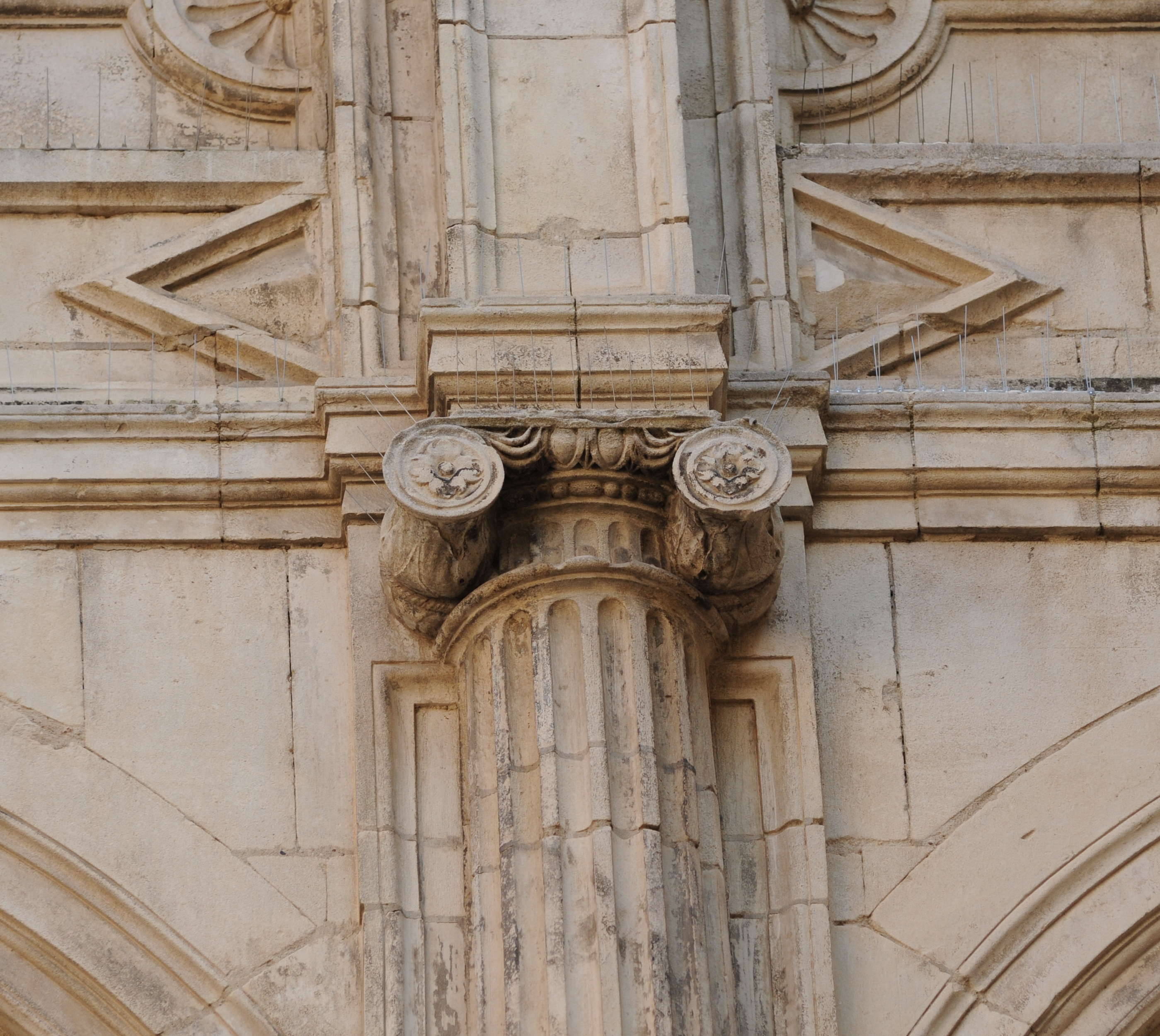
Chapiteau ionique.
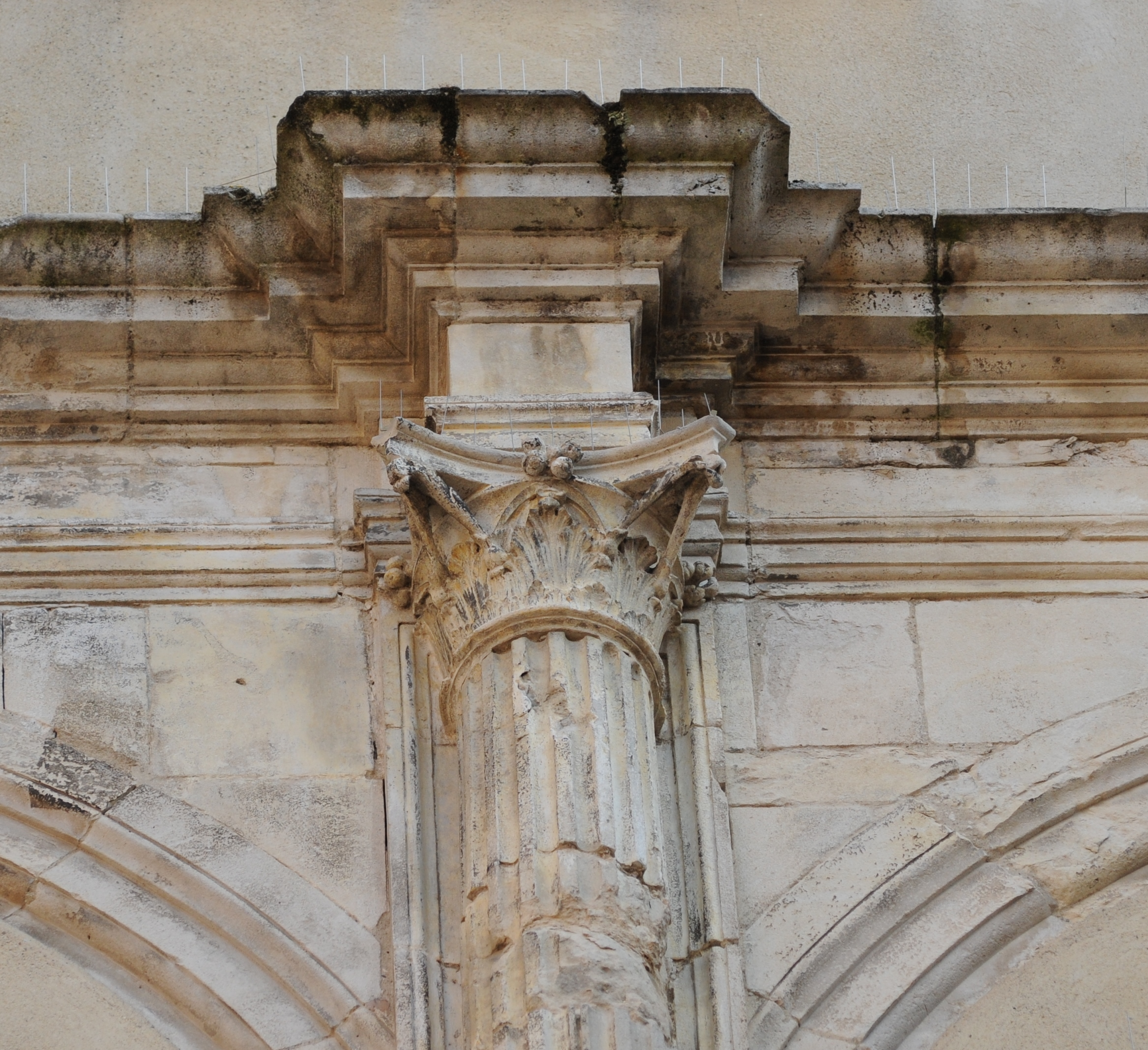
Chapiteau corinthien.
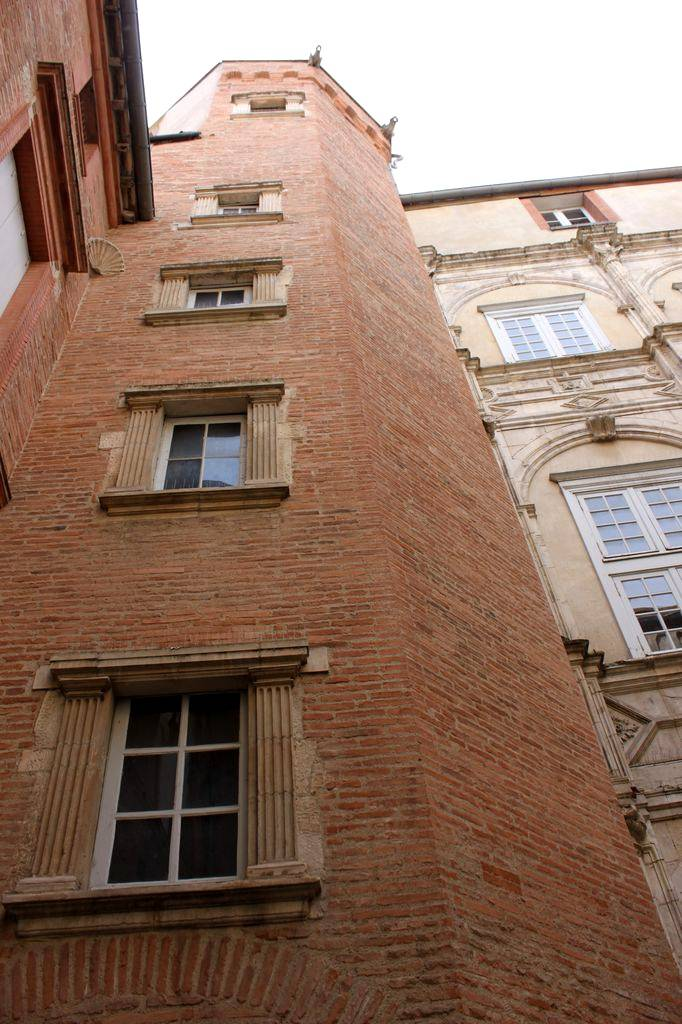
Tour dans la cour.
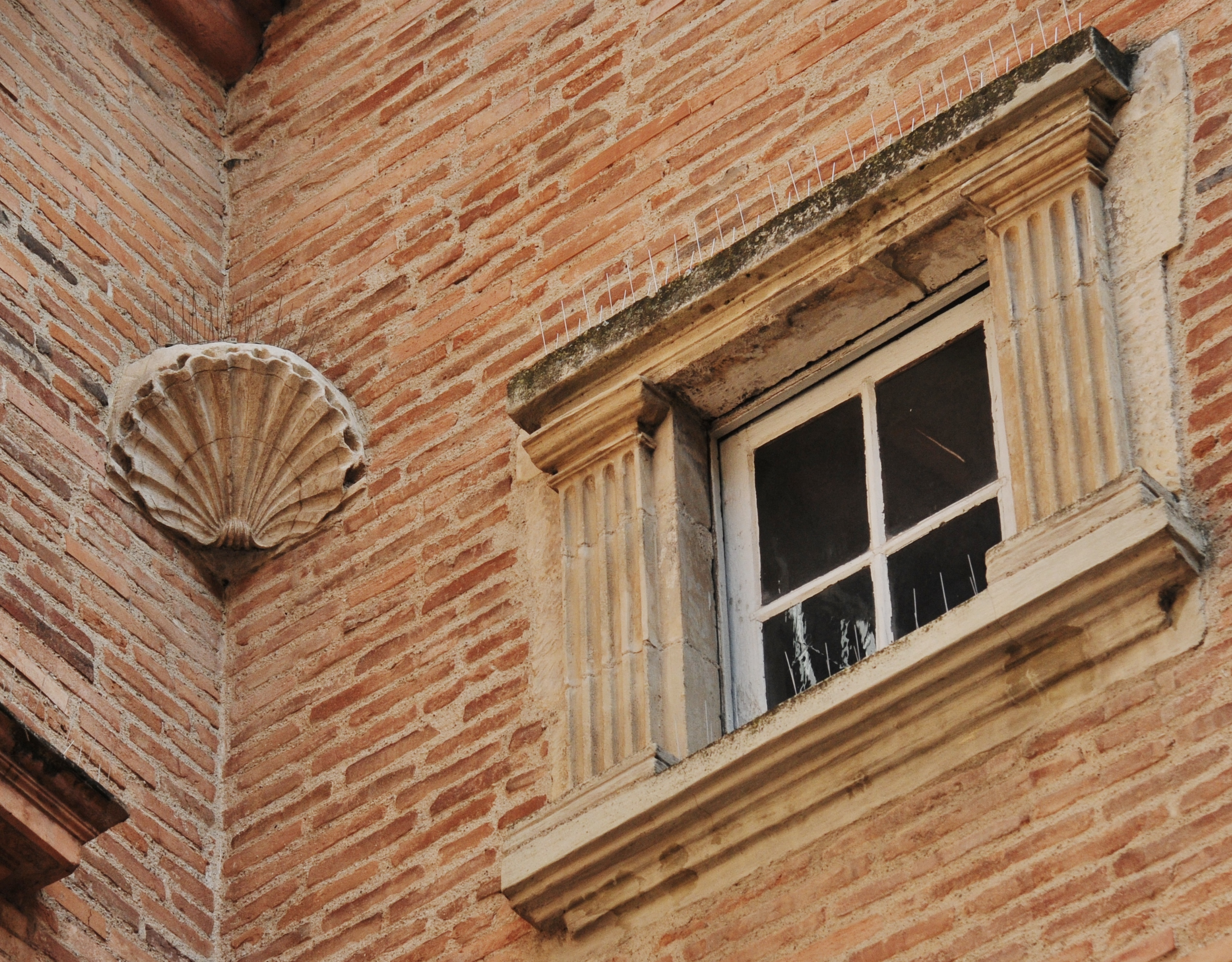
Fenêtre Renaissance de la tour.
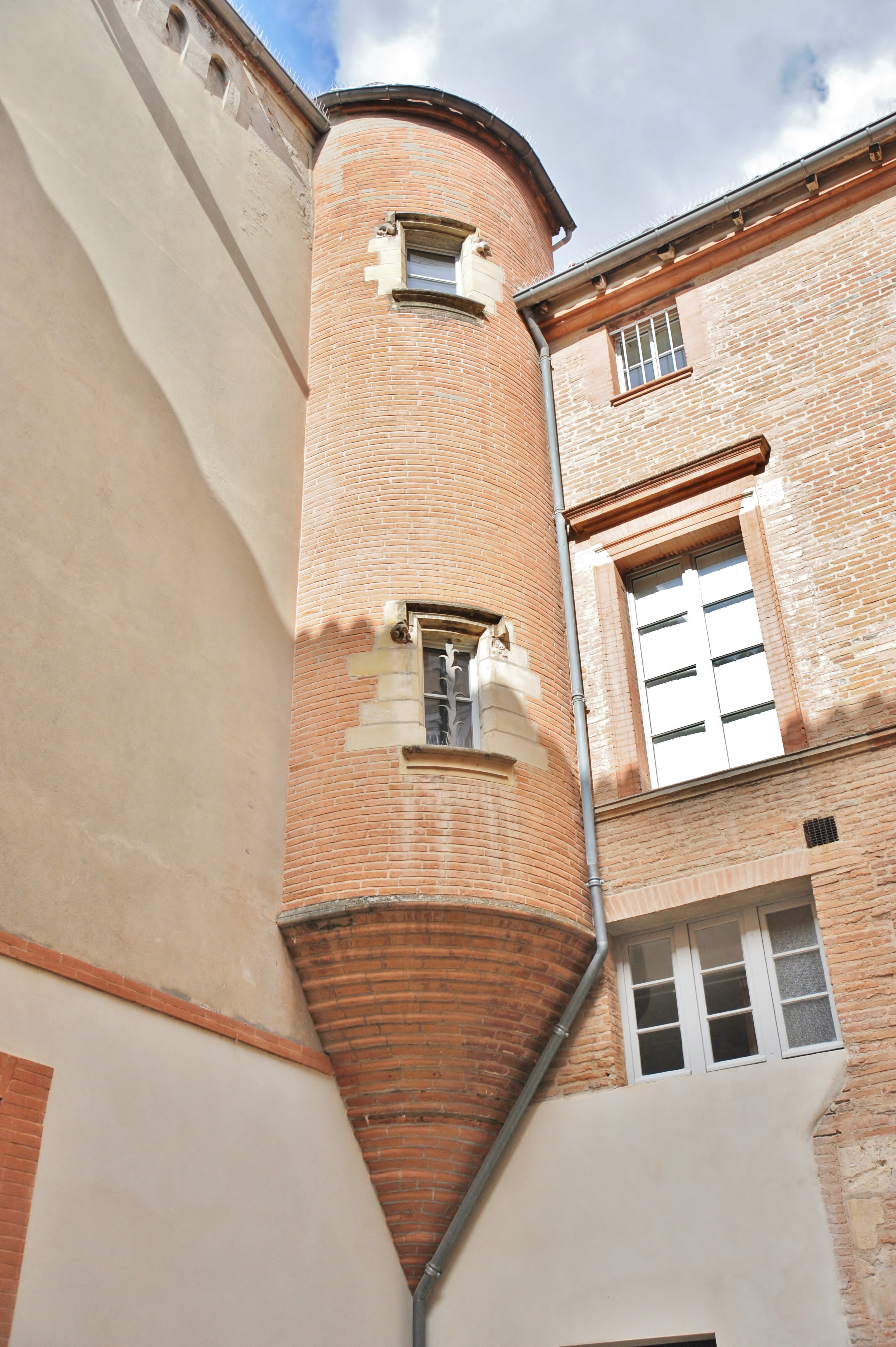
Tourelle aux fenêtres de style gothique.